# Měsíční horniny

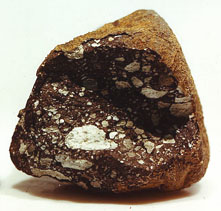
Měsíční meteorit nazvaný ALHA 81005. Jedná se o první nalezený meteorit, u kterého bylo dokázáno, že pochází z Měsíce.

Měsíční horniny jsou horniny, které vznikly na Měsíci. Na Zem bylo během sedmdesátých a na začátku osmdesátých let minulého století dopraveno ke zkoumání několik kilogramů těchto hornin. Bylo zjištěno, že jejich stáří se pohybuje od 3,1 mld. let u tmavých bazaltů vyplňujících měsíční moře až po více než 4,4 mld. let u světlých hornin tvořících měsíční vysočiny a pohoří. Protože se na Měsíci nevyskytuje voda v tekutém stavu, nemohou se zde vytvořit některé minerály, které se nachází na Zemi. Naopak byly na Měsíci objeveny minerály, které se na Zemi nevyskytují.

## Zkoumání měsíčních hornin a jejich dostupnost

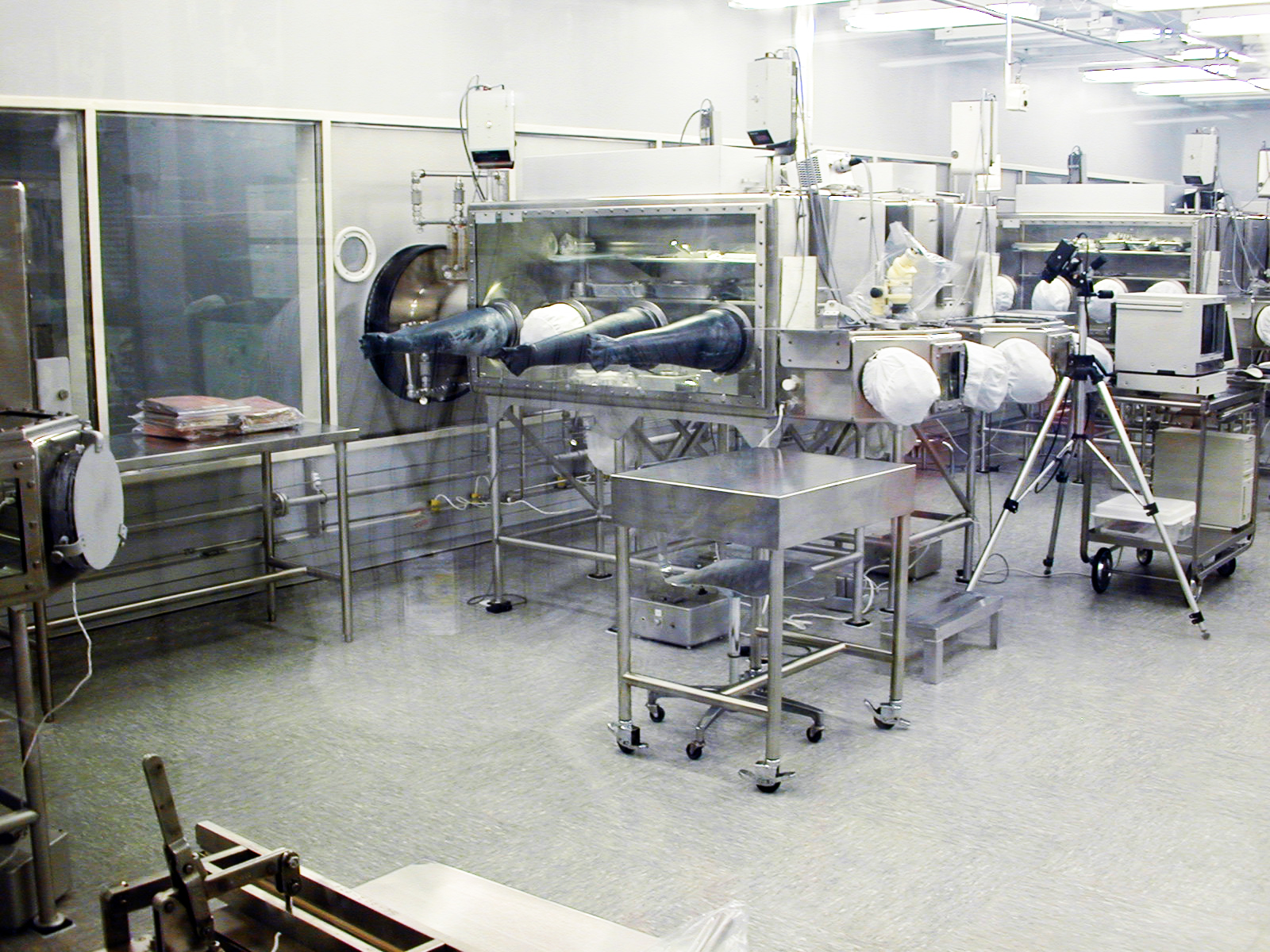
Jedna z místností v Lunar Receiving Laboratory, kde byly zkoumány měsíční horniny.

V současné době jsou tři možnosti, jak se mohly měsíční horniny dostat na Zemi:
1. Byly na Zem dopraveny během programu Apollo – na Zem se během misí Apollo 11 až Apollo 17 dostalo 381,7 kilogramů[3] měsíčních hornin, většina je uložena v Lunar Receiving Laboratory v Houstonu. Část byla v roce 1976 přesunuta na leteckou základnu Brooks Air Force Base v San Antoniu v Texasu, kde byl založen druhý sklad měsíčních hornin.[4]
2. Byly na Zem dopraveny během programu Luna – na Zem se během misí Luna 16, Luna 20 a Luna 24 dostalo na Zem přibližně 337 g měsíčních hornin.
3. Dopadly na Zem ve formě meteoritů – před začátkem kosmického výzkumu se na Zemi mohly měsíční horniny dostat pouze jako meteority. Nebyla však žádná možnost je rozeznat od jiných meteoritů. Prvním, ale ne v době nálezu rozpoznaným, měsíčním meteoritem je Yamato 791197 nalezený 20. listopadu 1979. Prvním rozpoznaným měsíčním meteoritem je ALHA 81005 nalezený 18. ledna 1982 v Antarktidě. Od té doby jich bylo nalezeno několik desítek. Nevýhodou měsíčních meteoritů však je, že nevíme z jaké části Měsíce pocházejí.

## Přehled měsíčních hornin

### Magmatické horniny
Magmatické horniny lze na Měsíci nalézt na měsíčních mořích i pevninách.
V oblasti měsíčních pevnin jsou nejstarší horniny a můžeme je rozdělit na tři skupiny:
- Fe-anortozity – jejich stáří je 4,45 mld. let a jsou to tedy jedny z nejstarších hornin na měsíčním povrchu. Jsou to světlé horniny bohaté na vápník a hliník, převládají v nich plagioklasy, méně jsou zastoupeny pyroxeny a olivíny s větším obsahem železa.
- horniny bohaté na hořčík – nority, gabronority, troktolity, dunity. Tyto horniny obsahují olivíny a pyroxeny, méně bazické plagioklasy. Jejich stáří je mezi 4,26 až 4,5 mld. let.
- KREEP bazalty – horniny, které obsahují velké množství draslíku, prvků vzácných zemin, fosforu a vysokou koncentraci radioaktivních prvků uranu a thoria. Jejich stáří je 3,8 až 4,0 mld. let.

Magmatické horniny v oblasti měsíčních moří se podobají bazaltům, které lze nalézt na Zemi, ale liší se od pozemských čedičů nízkým obsahem alkalických prvků (hlavně sodíku a draslíku) a větším obsahem oxidu titaničitého TiO2. Podle množství TiO2 rozlišujeme tyto typy mořských bazaltů:
- s vysokým obsahem TiO2 – obsah TiO2 je více než 9 % hmotnosti
- s nízkým obsahem TiO2 – obsah TiO2 je mezi 1,5 % – 9 % hmotnosti
- s velmi nízkým obsahem TiO2 – obsah TiO2 je menší než 1,5 % hmotnosti. Tyto bazalty se obsahem TiO2 podobají pozemským.

### Usazené horniny
Na Měsíci dochází k přesunům hornin a jejich usazování pouze působením dopadů meteoritů a asteroidů na jeho povrch. Vzniká tak vrstva regolitu tvořená měsíčním prachem, úlomky hornin a minerálů a drobných tektitů. Tloušťka této vrstvy je největší v oblastech měsíčních pevnin (až 25 m), v oblastech mladších měsíčních moří je slabší (kolem 5 m).

### Přeměněné horniny
Přeměněné horniny jsou na Měsíci zastoupeny ve formě brekcií, které vznikly stmelením různých typů hornin následkem dopadů meteoritů. Jednotlivé části mohou být pospojovány roztaveným a následně utuhlým měsíčním sklem.

## Měsíční minerály
Z Měsíce je známo kolem stovky minerálů, z nichž nejvíce jsou zastoupeny plagioklasy, pyroxeny a olivíny. Na Měsíci chybí minerály, které pro svoje vytvoření potřebují přítomnost vody. Byly zde ale nalezeny i některé minerály, které nebyly ze Země známy:
- Armalcolit – Je minerálem ze skupiny oxidů, jeho chemické složení je (Fe,Mg)Ti2O5. Objeven byl v roce 1970 ve vzorcích z místa přistání Apolla 11 na okraji Moře klidu (Mare Tranquillitatis). Nachází se v rychle chladnoucích bazaltech s vysokým obsahem TiO2. Jeho název je odvozen z počátečních písmen členů posádky Apolla 11 – Neil A. ARMstrong, Edwin E. ALdrin, a Michael COLlins.

- Tranquillityit – Jeho chemické složení je Fe8(Zr,Y)2Ti3Si3O. Také byl objeven ve vzorcích z Apolla 11 a nazván podle místa přistání.

- Pyroxferroit – Je to minerál ze skupiny pyroxenů, který byl uměle připraven Donaldem H. Lindsleyem již v roce 1967, před jeho objevem ve vzorcích nalezených během mise Apolla 11. Jeho chemické složení je CaFe6(SiO3)7.

- Hapkeit – Proces vzniku tohoto nerostu předpověděl v roce 1973 profesor geologie a astronomie z Cornellovy univerzity v New Yorku B. Hapke, po kterém byl nerost nazván. Samotný nerost byl v měsíčních vzorcích objeven až v roce 2004.[5] Jeho chemické složení je Fe2Si.